# Barranc de Comalesbienes
El Barranc de Comalesbienes és un barranc que discorre dins del terme municipal de la Vall de Boí, a la comarca de l'Alta Ribagorça, i dins el Parc Nacional d'Aigüestortes i Estany de Sant Maurici.
És afluent per l'esquerra de la Noguera de Tor. Té el naixement a 2.633 metres, al nord-oest del petit tossal (2.649,4 m) que s'alça al mig del circ de Comalesbienes i al que rodegen pels seus vessants oriental i meridional els Estanys de Comalesbienes i un conjunt d'estanyets. El seu curs discorre cap a l'oest; fins a desaiguar a la Noguera de Tor, a 1614 metres d'altitud, a la zona anomenada Plana Ciega.